# Ährenmaus
Die Ährenmaus (Mus spicilegus) ist eine zu den Mäusen gehörende Art der Altweltmäuse aus der Steppenzone Mittel-, Südost- und Osteuropas. Die kleine Maus mit kurzem Schwanz ist einheitlich grau oder zweifarbig mit heller Unterseite. Sie legt charakteristische Vorratshügel an und ist nicht gefährdet. Die Erstbeschreibung als Mus spicilegus erfolgte 1882 aus dem Nachlass ihres Entdeckers Salamon János Petényi. Auch unter dem Namen Mus hortulanus bekannt, ist dieser jedoch als Synonym der Östlichen Hausmaus zuzuordnen.
Innerhalb der Mäuse im engeren Sinne wird die Ährenmaus den Haus- und Reisfeldmäusen zugeordnet. Mit der Algerischen Maus, der Hausmaus und der Makedonischen Hausmaus bildet sie die Hausmaus-Klade.
Von der Hausmaus lässt sie sich durch das Fehlen des charakteristischen Mäusegeruchs abgrenzen.
Von der nächstverwandten Makedonischen Hausmaus kann sie dagegen allein nach Merkmalen am lebenden Tier kaum unterschieden werden.

## Körpermerkmale

### Körpermaße
Die Ährenmaus ist eine kleine Maus.
Ihre Kopf-Rumpf-Länge beträgt 55 bis 93 Millimeter und durchschnittlich 78 Millimeter, die Schwanzlänge beträgt 50 bis 83 Millimeter und durchschnittlich 63 Millimeter, die Hinterfußlänge beträgt 14 bis 17,5 Millimeter und durchschnittlich 16 Millimeter, die Ohrlänge beträgt 9 bis 14 Millimeter und durchschnittlich 11 Millimeter und das Körpergewicht beträgt 9 bis 26 Gramm und durchschnittlich 15 Gramm. Der Schwanzdurchmesser beträgt 1,9 bis 2,7 Millimeter und durchschnittlich 2,3 Millimeter und der Augendurchmesser beträgt 2,6 bis 3,6 Millimeter und durchschnittlich 3,1 Millimeter (siehe Tabellen).
Von der Östlichen Hausmaus kann die Ährenmaus anhand der Kopf-Rumpf-Länge, der Ohrlänge und des Körpergewichts nicht unterschieden werden. Bei der Schwanzlänge, der Hinterfußlänge, dem basalen Schwanzdurchmesser und dem Augendurchmesser erwachsener Tiere bestehen dagegen signifikante Unterschiede.
So ist der Schwanz dünner als bei anderen Arten der Hausmaus-Klade.
Die relative Schwanzlänge ist mit durchschnittlich 70 bis 80 Prozent der Kopf-Rumpf-Länge
immer kürzer als diese.
Bei 101 Exemplaren aus dem Burgenland erreichte der Schwanz im Schnitt 79,4 Prozent der Kopf-Rumpf-Länge.
Im Serienvergleich war der Unterschied zur Östlichen Hausmaus bei der Schwanzlänge gut zu sehen. Als individuelles Bestimmungsmerkmal eignet sich die Schwanzlänge dagegen aufgrund der erheblichen Überschneidung der Variationsbreiten allein nicht. Dies gilt ebenso bei den anderen angeführten Körpermaßen.
| Maße in Millimetern        | Bauer (2001)                                      | Bauer (2001)                                      | Bauer (2001)                                      | Bauer (2001)                                      | Bauer (2001)                                      | Bauer (2001)                                      | Unterholzner und Willenig (2000)                  | Unterholzner und Willenig (2000)                  | Unterholzner und Willenig (2000)                  | Unterholzner und Willenig (2000)                  | Unterholzner und Willenig (2000)                  | Unterholzner und Willenig (2000)                  |
| Maße in Millimetern        | Männchen                                          | Männchen                                          | Männchen                                          | Weibchen                                          | Weibchen                                          | Weibchen                                          | Männchen                                          | Männchen                                          | Männchen                                          | Weibchen                                          | Weibchen                                          | Weibchen                                          |
| Maße in Millimetern        | Bereich                                           | Mittel                                            | Anzahl                                            | Bereich                                           | Mittel                                            | Anzahl                                            | Bereich                                           | Mittel                                            | Anzahl                                            | Bereich                                           | Mittel                                            | Anzahl                                            |
| -------------------------- | ------------------------------------------------- | ------------------------------------------------- | ------------------------------------------------- | ------------------------------------------------- | ------------------------------------------------- | ------------------------------------------------- | ------------------------------------------------- | ------------------------------------------------- | ------------------------------------------------- | ------------------------------------------------- | ------------------------------------------------- | ------------------------------------------------- |
| Kopf-Rumpf-Länge           | 73–87                                             | 79,1                                              | 14                                                | 73–87                                             | 80,2                                              | 36                                                | 70–87                                             | 77,8                                              | 46                                                | 70–93                                             | 80,1                                              | 59                                                |
| Schwanzlänge               | 59–75                                             | 65,4                                              | 14                                                | 52–83                                             | 65,4                                              | 34                                                | 54–75                                             | 62,5                                              | 44                                                | 50–72                                             | 62,9                                              | 57                                                |
| Hinterfußlänge             | 14,8–17,5                                         | 15,8                                              | 14                                                | 13,9–16,4                                         | 15,5                                              | 36                                                | 14,4–17,5                                         | 15,4                                              | 46                                                | 13,8–16,4                                         | 15,4                                              | 60                                                |
| Ohrlänge                   | 10,6–13,9                                         | 12,5                                              | 14                                                | 10,9–14,1                                         | 12,6                                              | 36                                                | 10,0–13,9                                         | 11,8                                              | 46                                                | 9,4–14,1                                          | 12,1                                              | 60                                                |
| Körpergewicht in Gramm     | 14–20                                             | 16,4                                              | 14                                                | 12,5–23                                           | 16,1                                              | 36                                                | 9–20                                              | 13,4                                              | 47                                                | 9–26                                              | 15,4                                              | 59                                                |
| basaler Schwanzdurchmesser | ―                                                 | ―                                                 | ―                                                 | ―                                                 | ―                                                 | ―                                                 | 1,9–2,7                                           | 2,3                                               | 44                                                | 2,1–2,6                                           | 2,3                                               | 54                                                |
| Augendurchmesser           | ―                                                 | ―                                                 | ―                                                 | ―                                                 | ―                                                 | ―                                                 | 2,6–3,4                                           | 3,1                                               | 26                                                | 2,6–3,6                                           | 3,2                                               | 28                                                |
|                            | Exemplare im Alter von etwa zwei bis zehn Monaten | Exemplare im Alter von etwa zwei bis zehn Monaten | Exemplare im Alter von etwa zwei bis zehn Monaten | Exemplare im Alter von etwa zwei bis zehn Monaten | Exemplare im Alter von etwa zwei bis zehn Monaten | Exemplare im Alter von etwa zwei bis zehn Monaten | Exemplare im Alter von etwa drei Monaten und mehr | Exemplare im Alter von etwa drei Monaten und mehr | Exemplare im Alter von etwa drei Monaten und mehr | Exemplare im Alter von etwa drei Monaten und mehr | Exemplare im Alter von etwa drei Monaten und mehr | Exemplare im Alter von etwa drei Monaten und mehr |

| Maße in Millimetern    | Grimmberger und Rudloff (2009) | Aulagnier und Mitarbeiter (2009) | in Sokolow und Mitarbeiter (1998)       | in Sokolow und Mitarbeiter (1998)          | in Sokolow und Mitarbeiter (1998)   | in Sokolow und Mitarbeiter (1998)           | in Sokolow und Mitarbeiter (1998)       |
| Maße in Millimetern    | Grimmberger und Rudloff (2009) | Aulagnier und Mitarbeiter (2009) | 130 Exemplare aus der Oblast Kirowohrad | 23 Exemplare aus der Oblast Dnipropetrowsk | 17 Exemplare aus der Oblast Charkiw | 32 Exemplare aus der Dobrudscha in Rumänien | 18 Exemplare aus der Moldau in Rumänien |
| Maße in Millimetern    | Bereich                        | Bereich                          | Mittel                                  | Mittel                                     | Mittel                              | Mittel                                      | Mittel                                  |
| ---------------------- | ------------------------------ | -------------------------------- | --------------------------------------- | ------------------------------------------ | ----------------------------------- | ------------------------------------------- | --------------------------------------- |
| Kopf-Rumpf-Länge       | 70–93                          | 55–93                            | 78,6                                    | 69,7                                       | 80,5                                | 73,5                                        | 75,1                                    |
| Schwanzlänge           | 52–75                          | 50–75                            | 64,3                                    | 55,2                                       | 62,3                                | 64,0                                        | 61,4                                    |
| Hinterfußlänge         | 14–17,5                        | 14–17,5                          | 15,9                                    | 15,3                                       | 16,5                                | 15,8                                        | 15,7                                    |
| Ohrlänge               | 10–14                          | 9–14                             | 10,4                                    | 10,3                                       | 12,5                                | ―                                           | 12,1                                    |
| Körpergewicht in Gramm | 9–26                           | 9–20                             | ―                                       | ―                                          | ―                                   | ―                                           | ―                                       |

### Fell und Farbe
Das Fell der Ährenmaus ist einheitlich grau oder zweifarbig mit heller Unterseite.
Die Oberseite ist meist einfarbig grau bis graubraun
oder blass graubraun.
Sie ist ohne rötliche Färbung
oder mit mehr oder weniger ausgeprägtem braunem bis rotbraunem Anflug. Aufgrund der schwarzen Spitzen des Deckhaars ist die Rückenmitte dunkler als die Flanken. An der Basis sind die Haare grau. Das Jugendkleid ist durchschnittlich dunkler und grauer als das Erwachsenenkleid.
Das Fell der Unterseite ist grau bis weißgrau
und ohne Gelbton
oder mit einem zart hellgelben Anflug. Teilweise schimmert die hellgraue Basis der Haare durch.
Die Grenze zwischen der Oberseite und der Unterseite ist relativ deutlich,
wenn auch nicht so deutlich wie bei den Waldmäusen. Bei neun von 72 Exemplaren aus Österreich war ein gelblich-zimtfarbener Flankenstreifen ausgebildet. Bei den meisten anderen erwachsenen Tieren war dieser zumindest angedeutet.
Die Füße sind weißgrau und der Schwanz ist zweifarbig.
Oberseits ist er graubraun, unterseits dagegen so hell wie der Bauch. Er wirkt etwas stärker oder dichter behaart als bei der Östlichen Hausmaus.
Eine Halsbandzeichnung ist bei der Ährenmaus nicht vorhanden.
Bei 45 von 538 Exemplaren aus Österreich, 8,2 Prozent der Männchen und 8,7 Prozent der Weibchen, fand sich jedoch eine Stirnblesse. Diese konnte aus einem kleinen Büschel weißer Haare bestehen oder bis zu 50 Quadratmillimeter groß sein. Dieselbe Mutante trat auch nach Inzucht über drei Generationen bei zwei Laborstämmen auf, die auf Tiere aus Halbturn im Burgenland bzw. Pančevo in der Vojvodina zurückgingen. Die Weißfleckung unterscheidet sich in der Ausprägung von der bei der Östlichen Hausmaus, was auf verschiedene Genpools hinweist. Unklar ist jedoch, ob es sich bei dem Unterschied allein um eine zufällige Folge der verschiedenen Genpools handelt, oder ob die Stirnblesse bei wie bei anderen grabend-wühlenden Nagetieren vergleichsweise gehäuft auftritt.
In Österreich, Ungarn und dem früheren Jugoslawien ähnelt die Ährenmaus farblich der Östlichen Hausmaus dieses Gebietes. Tiere aus Rumänien haben eine eher helle Oberseite und eine weiße Unterseite. In Moldawien ist die Oberseite dunkler als bei der Östlichen Hausmaus. Im Süden der Ukraine ist ihr Fell zweifarbig mit hellgrauer Oberseite und heller Unterseite. In der zentralen Ukraine ist es einheitlich grau, jedoch ist die Unterseite heller als die Oberseite.

## Lebensraum und Lebensweise

Verbreitung der Ährenmaus:
Ganzjähriges Vorkommen

### Lebensraum und Höhenverbreitung
Die Ährenmaus kommt in einer Vielzahl offener Lebensräume
von natürlichen Steppen bis Agrarlandschaften vor.
Am häufigsten ist sie auf Kulturland, wo sie den Feldfrüchten hinterherzieht (Migration),
intensiver Ackerbau vernichtet jedoch ihre Baue.
Sie bewohnt Wegränder, Hecken, Ruderale, Wildäcker und andere extensiv genutzte Äcker, Getreidefelder, Streuobstwiesen, Weideland, Kiefernwälder und andere lichte Wälder, Waldränder, Lichtungen, Offenland entlang von Flussläufen, höhere alluviale Inseln und Sandsteppen.
Sie meidet dichtere Wälder, Wohnungen und andere Gebäude in menschlichen Siedlungen.
Frühere Berichte von Vorkommen in Gebäuden beziehen sich tatsächlich auf die Östliche Hausmaus, die häufig im selben Lebensraum vorkommt (Syntopie).
Die Ährenmaus ist in ihrem gesamten Verbreitungsgebiet ein Bewohner der Tiefebene.
Die Höhenverbreitung reicht gewöhnlich von Seehöhe bis in eine Höhe von 200 Metern.
Österreichische Vorkommen liegen alle in der Flachland- und Hügellandstufe (planare und kolline Höhenstufe) zwischen 115 und 166 Metern.

### Ährenmaushügel
Die Ährenmaus häuft Hügel mit Nahrungsvorräten, vornehmlich Getreidekörner, an, die sie mit Erde bedeckt. Diese Hügel werden von 4 bis 14 Ährenmäusen gemeinschaftlich angelegt und fassen bis zu 10 kg Getreide. Sie messen üblicherweise ein bis zwei Meter im Durchmesser, können aber auch bis zu vier Meter im Durchmesser erreichen. Bis zu 20 solcher Hügel pro Hektar sind in ihrem Lebensraum typisch, bei gutem Nahrungsangebot können aber selbst 60 bis 100 dieser Hügel gezählt werden.

## Verbreitung und Bestand

### Verbreitung
Das Verbreitungsgebiet der Ährenmaus liegt im äußersten Westen der Eurasischen Steppe.
Es erstreckt sich von der Pannonischen und der Walachischen Tiefebene im Donaubecken bis in die pontische Tiefebene nördlich vom Schwarzen Meer. Dabei verläuft es vom Burgenland in Österreich, über den Süden der Slowakei, Ungarn, den Osten Kroatiens, den Nordosten Bosnien und Herzegowinas, Serbien, den Norden Bulgariens, Rumänien und Moldawien bis in die Ukraine. Ein isoliertes Vorkommen (Disjunktion) gibt es im adriatisch-ionischen Küstenstreifen von Montenegro, Albanien und Griechenland.
In Österreich beschränkt sich die Verbreitung der Ährenmaus auf ein kleines Gebiet im nördlichen Burgenland. In der Südslowakei kommt sie ebenfalls nur lokal vor, so im Heidboden südlich von Bratislava und in der Donauebene bei Komárno. In Ungarn ist sie in der Kleinen und der Großen Ungarischen Tiefebene verbreitet. Lokale Vorkommen gibt es im östlichen Slawonien sowie im nordöstlichen Bosnien zwischen den Unterläufen von Bosna und Kolubara in der Saveebene. Sie kommt in der Vojvodina sowie in den Tälern der Morava, der Südlichen Morava und des Timok in Ostserbien vor. In Bulgarien bewohnt sie die Donautiefebene nördlich des Balkangebirges, den Süden der Dobrudscha und die Küstenebene am Schwarzen Meer zwischen Warna und Burgas. In Rumänien ist sie in Siebenbürgen, im Banat, in der westlichen und östlichen Walachei, in der Dobrudscha, im Donaudelta und in der Moldau verbreitet.
Moldawische und ukrainische Vorkommen der Ährenmaus erstrecken sich über den Großteil der Steppen- und südlichen Waldsteppenzone zwischen den Karpaten im Westen sowie der Mittelrussischen und der Donezplatte im Osten. Sie reichen vom Schwarzen Meer, der nördlichen Krim, ihrer östlichen Halbinsel Kertsch und dem Asowschen Meer über die Ebenen und Lössböden an Pruth, Dnister, Bug, Dnepr und mittlerem Donez bis zur Oblast Tscherkassy südlich von Kiew und zur Oblast Charkiw.
Im Osten ist die Grenze zum Verbreitungsgebiet der Wagner-Hausmaus unklar.
Macholán (1999) sowie Coroiu und Mitarbeiter (2008) geben Rostow am Don als Grenze des Vorkommens an.
Laut Unterholzner und Willenig (2000) erreicht die Ährenmaus jedoch an keiner Stelle den Don oder die großen südrussischen Steppen. Bei allen früher von dort und weiter östlich gemeldeten Tieren handle es sich stattdessen um in Körpergröße und Färbung zum Teil sehr ähnliche Populationen der Hausmaus.
Laut Gromow und Jerbajewa (1995) gibt es aus dem Nordkaukasus keine glaubwürdigen Funde, die Art könnte jedoch im Kaukasus gemeinsam mit der Makedonischen Hausmaus vorkommen.
Das isolierte Vorkommen in Montenegro, Albanien und Griechenland ist durch die über 250 Kilometer breite Barriere des Dinarischen Gebirges von der Pannonischen Tiefebene getrennt.
Es liegt in einem schmalen Küstenstreifen und ist fragmentiert.
In Montenegro gibt es ein Inselvorkommen um Ulcinj,
das sich bis Nordalbanien zur Küstenebene zwischen Skutarisee und Adria erstrecken könnte.
In Griechenland wurde die Ährenmaus in Epirus und auf der Peloponnes gefunden.
Das Verbreitungsgebiet der Ährenmaus überschneidet sich (Sympatrie) beinahe vollständig mit dem der Östlichen Hausmaus und teilweise mit dem der Westlichen Hausmaus.
In der Küstenebene Bulgariens kommt sie gemeinsam mit einer mediterranen Unterart der Westlichen Hausmaus und mit der Makedonischen Hausmaus vor.

### Bestand
Die Weltnaturschutzunion IUCN stufte die Ährenmaus 2008 als nicht gefährdet („least concern“) ein. Begründet wurde dies mit der weiten Verbreitung und der Häufigkeit in geeigneten Lebensräumen. In einigen Teilen des Verbreitungsgebietes nehmen die Bestände aufgrund von Lebensraumverlust ab, jedoch nicht mit einer Geschwindigkeit, die eine Einstufung als gefährdet begründen würde. Im Mittelmeerraum könnten die Bestände aufgrund der direkten Konkurrenz mit der Hausmaus abnehmen. Es wird befürchtet, dass der Verlust von Grassteppen und die landwirtschaftliche Intensivierung weitere Bestandsabnahmen verursachen könnten. Die Art kommt in ihrem Verbreitungsgebiet in einigen Schutzgebieten vor, in der Slowakei scheint sich ihr Verbreitungsgebiet auszudehnen und zumindest in Rumänien wird sie als Landwirtschaftsschädling angesehen. 1996 wurde sie noch als potenziell gefährdet („near threatened“) eingestuft.

## Stammesgeschichte
Aus einer randlichen Population der ostmediterranen Vorläuferart von Ährenmaus und Makedonischer Hausmaus ging im Mittelpleistozän vor etwa 300.000 bis 250.000 Jahren die Abstammungslinie zur Ährenmaus hervor. Im Jungpleistozän bildete sich dann, wohl unter dem Druck kaltzeitlicher Bedingungen, die morphologisch und genetisch der Makedonischen Hausmaus ähnliche aber ökologisch anders spezialisierte Ährenmaus heraus. Erste Fossilfunde dieser paläontologisch bisher nicht unterschiedenen Art könnten aus dem Jungpleistozän Moldawiens vor etwa 35.000 Jahren stammen. Doch erst Funde aus der Mittelsteinzeit der Krim von vor etwa 8000 Jahren können konkret der Ährenmaus zugeordnet werden.

## Systematik und Nomenklatur

### Äußere Systematik
Die Ährenmaus wird innerhalb der Mäuse im engeren Sinne (Gattung Mus) den Haus- und Reisfeldmäusen (Untergattung Mus) zugeordnet.
Früher als Unterart der Hausmaus geführt, wurde sie von Marshall und Sage (1981) in den Rang der Art erhoben.
DNA-Sequenzierungen verschiedener Gene, Untersuchungen der mitochondrialen 12S-rRNA, DNA/DNA-Hybridisierung und morphologische Merkmale weisen sie als Vertreter einer gemeinsamen Klade mit der Algerischen Hausmaus, der Hausmaus und der Makedonischen Hausmaus aus. Dabei steht die Ährenmaus laut Untersuchungen der vollständigen mitochondrialen Cytochrom-b-Sequenzen der Hausmaus näher als der Algerischen Hausmaus. Untersuchungen mitochondrialer D-Loop-Sequenzen ergaben eine Abspaltung von der Hausmaus vor etwa drei Millionen Jahren.
Aufgrund der großen morphologischen Ähnlichkeit werden die beiden Arten häufig miteinander verwechselt.
Diagnostisch sind das IDG1-, das MPI1-, das SOD1-, das ES1- und das ES2-Gen
sowie das p53-Pseudogen.
Hybriden zwischen der Ährenmaus und anderen Mäusen desselben Verbreitungsgebietes konnten in der Natur nicht festgestellt werden. Kreuzungen mit weiblichen Farbmäusen vom Stamm C57BL/6 ergaben lebensfähige Hybriden, jedoch waren die Männchen unfruchtbar. Bei einer Kreuzung mit einer weiblichen weißen Labormaus wies der Karyotyp zweier männlicher Hybriden in der Diakinese 21 meiotische Muster auf, davon 19 bivalent und zwei univalent. Kreuzungen mit weiblichen und männlichen Östlichen Hausmäusen ergaben lebensfähige und fruchtbare F1- und F2-Hybriden. Es wurden keine meiotischen Störungen festgestellt. Bei Kreuzungen mit natürlichen Hybriden zwischen der Östlichen und der Westlichen Hausmaus aus Batumi pflanzten sich die Nachkommen nicht fort. Mit ihrer meist schwarzen Färbung und den langen Schwänzen ähnelten sie der Westlichen Hausmaus. In Käfigen mit einer Grundfläche von einem Quadratmeter legten sie Hügel aus Sägemehl an und lagerten darin ihr Futter ein.
Am nächsten verwandt ist die Ährenmaus mit der Makedonischen Hausmaus.
Allein nach Merkmalen am lebenden Tier ist eine Unterscheidung kaum möglich.
Auch von 42 untersuchten Loci nukleärer Gene unterschieden sich nur sechs Prozent.
Diagnostisch sind das ALB-, das PGM2-, das SOD2- und das ES3-Gen.
Die geringe genetische Distanz der beiden Arten wurde durch Untersuchungen mitochondrialer DNA bestätigt. Ausgedrückt durch den Nei-Index betrug sie bei zwei Untersuchungen 0,093 bzw. 0,037. Für die übrigen europäischen Arten der Gattung ergaben sich dagegen Werte von 0,25 bis 0,45. Am Artstatus der Ährenmaus besteht jedoch kein Zweifel. So lebt sie in der Küstenebene Bulgariens ohne Hybridisierung neben der Makedonischen Hausmaus.
Im Experiment waren die beiden Arten für eine Kreuzung entweder zu aggressiv oder die erzeugten Hybriden waren schwach und starben nach zwei bis vier Monaten.

### Innere Systematik
Zwei Unterarten der Ährenmaus können unterschieden werden:
- Mus spicilegus spicilegus Petényi, 1882  im größten Teil des Verbreitungsgebietes – mit den Synonymen acervator Petényi, 1882; acervifex Petényi, 1882; canicularius Petényi, 1882; caniculator Petényi, 1882; mehelyi Bolkay, 1925; sergii Valch, 1927; petenyi (Kryzhov, 1936)
- Mus spicilegus adriaticus Kryštufek & Macholán, 1998 im adriatisch-ionischen Küstenstreifen

Die Form adriaticus unterscheidet sich von der Nominatform spicilegus durch die größeren Körpermaße, insbesondere bei der Hinterfußlänge und den Zahnmaßen, die auffällig körnig strukturierten Fußsohlen mit den größeren Sohlenballen, die hellere gelblichbraune Oberseite und die schneeweiße Unterseite.
Sonst ist die geografische Variation der Ährenmaus gering.
So zeigte ein multivariater Vergleich von Tieren aus der Ukraine, der Vojvodina und dem Burgenland eine Übereinstimmung dieser Populationen.
Der Heterozygotiegrad untersuchter Populationen betrug nur zwei bis sieben Prozent und durchschnittlich fünf Prozent.

### Nomenklatur
Die Ährenmaus ist auch als Mus hortulanus bekannt, dieser Name ist jedoch als Synonym der Östlichen Hausmaus zuzuordnen.
So erwähnte Alexander von Nordmann 1840 in der Erstbeschreibung von Mus hortulanus aus dem Botanischen Garten von Odessa die charakteristischen Hügel nicht und er beschrieb die Fellfarbe als braun. Auch besitzt der schwer beschädigte Schädel einer von Nordmann als Mus hortulanus gekennzeichneten Maus aus dem Zoologischen Museum der Russischen Akademie der Wissenschaften in Sankt Petersburg einen mehr als 0,8 Millimeter breiten Oberkieferfortsatz. Eine Diskriminanzanalyse wies den Schädel ebenfalls als den einer Östlichen Hausmaus aus. Zudem ist das Fell einer zweiten von Nordmann gesammelten Maus, deren Schädel fehlt, rotmeliert. Dies deutet darauf hin, dass Nordmann tatsächlich die in den Steppen der Ukraine weit verbreitete Wildform der Östlichen Hausmaus beschrieb.
Die Erstbeschreibung der Ährenmaus als Mus spicilegus (von lateinisch spīca „Ähre“ und legere „sammeln“) erfolgte 1882 durch Kornél Chyzers posthume Veröffentlichung der Manuskripte ihres Entdeckers Salamon János Petényi.
Als Typusfundort wurde nur Ungarn angegeben.
Schädel und Fell zweier Exemplare befinden sich im Naturhistorischen Museum in London und ein Männchen mit der Inventarnummer N 94.7.261 galt bis 1991 als Holotypus. Dann wurde ein am 15. April 1852 in Felsóbesnyó bei Budapest gesammeltes Männchen als Lectotypus bestimmt. Das Trockenpräparat mit der Inventarnummer N 161.7 befindet sich als Teil einer gut erhaltenen Typusserie mit 15 Exemplaren, zwölf Trocken- und drei Flüssigpräparaten, im Ungarischen Naturwissenschaftlichen Museum in Budapest. Laut Exemplaretiketten sammelte Petényi die Serie 1852/53 in Felsóbesnyó und Rákoskeresztúr. 1993 ergab eine Untersuchung, dass es sich bei diesen Exemplaren tatsächlich um die Ährenmaus handelt.
Petényis Erstbeschreibung enthielt als weitere Namen noch acervator, acervifex, canicularius und caniculator, die jedoch Nomina nuda sind.
István József Bolkay beschrieb 1925 ein Exemplar aus Bosnien als Mus mehelyi (nach Lajos Méhelÿ).
Benannt nach seinem Sohn, der es lebend für ihn gefangen hatte,
beschrieb Borys Serhijowytsch Walch 1927 ein Exemplar aus der Oblast Donezk als Mus sergii.
Der Name Spicilegus petenyi wurde 1936 von P. A. Kryschow eingeführt und gilt als Lapsus calami.
Ein Exemplar von der Adriaküste Montenegros beschrieben Boris Kryštufek und Milos Macholán 1998 als Mus spicilegus adriaticus.

## Ährenmaus und Mensch
Wo die Ährenmaus zahlreich auftritt, wird sie als Landwirtschaftsschädling angesehen.
Ihr Name kann sich auf das Sammeln von Ähren (wissenschaftlich Mus spicilegus; deutsch Ährenmaus; französisch souris glaneuse) bzw. das Anlegen von Vorräten (englisch grain-storing mouse), auf die charakteristischen Vorratshügel (englisch mound-building mouse, hillock mouse) bzw. deren Ähnlichkeit mit Kurganen (englisch kurgan mouse; ukrainisch ми́ша курганцева; russisch курганчиковая мышь), auf ihr zahlreiches Auftreten (rumänisch şoarecele-de-mişună), auf das Vorkommen in Steppen (niederländisch steppe[n]muis; englisch steppe mouse; französisch souris des steppes; spanisch ratón de las estepas; italienisch topolino delle steppe; slowenisch stepska hišna miš; mazedonisch степски домашен глушец; bulgarisch степната домашна мишка; finnisch arokotihiiri), auf die Verbreitung in der Pannonischen Tiefebene (tschechisch myš panonská; slowakisch myš panónska) oder auf ihre Einordnung als südliche Hausmaus (polnisch mysz domowa południowa) beziehen.